# 敬业堂
敬业堂，俗称沈厅,位于中国江苏省昆山市周庄镇，位于富安桥东堍南侧的南市街。

## 历史
由明代初年江南首富沈万三的后裔沈本仁兴建于清乾隆七年（1742年），《周庄镇志》记载他早年结交匪类，后觉悟欲支持门户，建此豪宅。
整个敬业堂建筑群坐东朝西，规模较大，占地2900多平方米，房屋一百多间，前后七进、五门楼，包括第一进水墙门、第二进门厅、第三进茶厅、第四进正厅“松茂堂”、第五进大堂楼、第六进小堂楼、第七间后厅。前后楼屋之间相接，形成“走马楼”。建筑、地板采用上等木料，木雕、砖雕等雕饰精美华丽，斗拱、马头墙形式多样。
文化大革命期间，沈厅遭到严重破坏，1983年以后陆续修复，逐渐恢复原貌。1995年公布为江苏省文物保护单位，2013年被列为全国重点文物保护单位。